# Cantó de L'Illa de Haut
El cantó de L'Isle-en-Dodon és un cantó francès del departament de l'Alta Garona, a la regió d'Occitània. Està inclòs al districte de Sent Gaudenç, està format per 24 municipis i el cap cantonal és L'Illa de Haut.

## Municipis
- Agassac
- Ambacs
- Anan
- Boisheda
- Castèthgalhard
- Casac
- Coèlhas
- Havars
- Frontinhan de Savés
- Godets
- L'Illa de Haut
- La Bastida de Paumèrs
- Lilhac
- Martissèrra
- Mauvesin
- Mirambèu
- Molans
- Montbernard
- Montesquiu de Guitaud
- Poimaurin
- Riulàs
- Sent Frajó
- Sent Laurenç
- Selèrm